# Ріхардс Букартс
Ріхардс Букартс (латис. Rihards Bukarts, нар. 31 грудня 1995, Юрмала) — латвійський хокеїст, нападник клубу ЧЕ «Вітковіце». Гравець збірної команди Латвії.
Старший брат Робертс також хокеїст.

## Ігрова кар'єра
Хокейну кар'єру розпочав 2008 року виступами за латвійську команду СК «Сага».
15 вересня 2011 року, Ріхардс став наймолодшим гравцем, який забив у МХЛ. 2 липня 2012 року Букартс підписав контракт з ризьким «Динамо».
«Брендон Вет Кінгс» обрав гравця під 7-м номером на імпортному драфті КХЛ 2013.
Влітку 2013 року Букартс розірвав контракт з ризьким «Динамо» та вирушив до Північної Америки, щоб грати за команду «Брендон Вет Кінгс».
29 жовтня 2015 року «Брендон Вет Кінгс» обміняв латиша до клубу «Портленд Вінтергокс».
Відігравши два сезони в АХЛ, у наступному міжсезонні Ріхардс повернувся до Європи, де уклав однорічний контракт з командою «Злін». Продовжив сезон 2017–18 у ризькому «Динамо», а завершив у німецькому «Айсберен Берлін».
13 липня 2018 року погодився на річний контракт із клубом «Швеннінгер».
13 травня 2019 року, уклав річний контракт з клубом «Дюссельдорф ЕГ».
Надалі захищав кольори професійних команд «Динамо» (Рига), «Адмірал», «Клагенфурт» та «Біль». Наразі ж грає за клуб ЧЕ «Вітковіце».
Був гравцем юніорської та молодіжної збірної Латвії. Гравець збірної команди Латвії.

## Статистика

### Клубні виступи
| Сезон            | Клуб                     | Ліга             | Регулярний сезон | Регулярний сезон | Регулярний сезон | Регулярний сезон | Регулярний сезон | Плей-оф | Плей-оф | Плей-оф | Плей-оф | Плей-оф |
| Сезон            | Клуб                     | Ліга             | І                | Г                | П                | О                | ШХ               | І       | Г       | П       | О       | ШХ      |
| ---------------- | ------------------------ | ---------------- | ---------------- | ---------------- | ---------------- | ---------------- | ---------------- | ------- | ------- | ------- | ------- | ------- |
| 2008–09          | СК Сага                  | Латвія 2         | 14               | 9                | 5                | 14               | —                | —       | —       | —       | —       |         |
| 2009–10          | СК Рига 18               | Латвія U18       | 9                | 7                | 11               | 18               | 2                | —       | —       | —       | —       | —       |
| 2010–11          | СК Сага                  | Латвія 2         | 19               | 19               | 30               | 49               | 10               | —       | —       | —       | —       | —       |
| 2011–12          | Капітан Ступіно          | МХЛ              | 47               | 11               | 11               | 22               | 22               | —       | —       | —       | —       | —       |
| 2011–12          | СК Сага                  | Латвія 2         | 11               | 28               | 31               | 59               | 12               | —       | —       | —       | —       | —       |
| 2012–13          | ХК Рига                  | МХЛ              | 62               | 18               | 17               | 35               | 44               | 3       | 0       | 0       | 0       | 0       |
| 2012–13          | ХК Рига                  | Латвія           | —                | —                | —                | —                | —                | 2       | 0       | 1       | 1       | 0       |
| 2013–14          | «Брендон Вет Кінгс»      | ЗХЛ              | 65               | 28               | 26               | 54               | 50               | 9       | 0       | 4       | 4       | 0       |
| 2014–15          | «Брендон Вет Кінгс»      | ЗХЛ              | 62               | 33               | 41               | 74               | 21               | 16      | 4       | 14      | 18      | 8       |
| 2015–16          | «Брендон Вет Кінгс»      | ЗХЛ              | 10               | 5                | 4                | 9                | 11               | —       | —       | —       | —       | —       |
| 2015–16          | «Портленд Вінтергокс»    | ЗХЛ              | 55               | 26               | 27               | 53               | 24               | 4       | 2       | 1       | 3       | 6       |
| 2015–16          | «Портленд Пайретс»       | АХЛ              | 1                | 0                | 1                | 1                | 0                | —       | —       | —       | —       | —       |
| 2016–17          | «Спрінгфілд Тандербердс» | АХЛ              | 14               | 0                | 3                | 3                | 4                | —       | —       | —       | —       | —       |
| 2016–17          | «Манчестер Монаркс»      | ХЛСУ             | 37               | 16               | 17               | 33               | 26               | —       | —       | —       | —       | —       |
| 2017–18          | «Злін»                   | ЧЕ               | 17               | 2                | 2                | 4                | 20               | —       | —       | —       | —       | —       |
| 2017–18          | «Динамо» (Рига)          | КХЛ              | 14               | 1                | 0                | 1                | 0                | —       | —       | —       | —       | —       |
| 2017–18          | «Айсберен Берлін»        | ДХЛ              | 2                | 0                | 1                | 1                | 0                | 16      | 4       | 4       | 8       | 6       |
| 2018–19          | «Швеннінгер»             | ДХЛ              | 42               | 9                | 13               | 22               | 14               | —       | —       | —       | —       | —       |
| 2019–20          | «Дюссельдорф ЕГ»         | ДХЛ              | 48               | 10               | 9                | 19               | 24               | —       | —       | —       | —       | —       |
| 2020–21          | «Динамо» (Рига)          | КХЛ              | 33               | 11               | 6                | 17               | 10               | —       | —       | —       | —       | —       |
| 2021–22          | «Адмірал»                | КХЛ              | 25               | 6                | 3                | 9                | 12               | —       | —       | —       | —       | —       |
| 2022–23          | «Клагенфурт»             | Австрія          | 28               | 13               | 12               | 25               | 8                | 5       | 1       | 2       | 3       | 0       |
| 2023–24          | «Біль»                   | НЛА              | 11               | 1                | 1                | 2                | 0                | –       | –       | –       | –       | –       |
| 2023–24          | «Вітковіце»              | ЧЕ               | 18               | 7                | 4                | 11               | 10               | 3       | 1       | 1       | 2       | 0       |
| 2024–25          | «Вітковіце»              | ЧЕ               | 16               | 2                | 3                | 5                | 8                | 4       | 0       | 0       | 0       | 2       |
| Усього в ЧЕ      | Усього в ЧЕ              | Усього в ЧЕ      | 67               | 13               | 12               | 25               | 46               | 7       | 1       | 1       | 2       | 2       |
| Усього в КХЛ     | Усього в КХЛ             | Усього в КХЛ     | 72               | 18               | 9                | 27               | 22               | —       | —       | —       | —       | —       |
| Усього в ДХЛ     | Усього в ДХЛ             | Усього в ДХЛ     | 92               | 19               | 23               | 42               | 38               | 16      | 4       | 4       | 8       | 6       |
| Усього в Австрії | Усього в Австрії         | Усього в Австрії | 28               | 13               | 12               | 25               | 8                | 5       | 1       | 2       | 3       | 0       |
| Усього в НЛА     | Усього в НЛА             | Усього в НЛА     | 11               | 1                | 1                | 2                | 0                | —       | —       | —       | —       | —       |

### Збірна
| Рік                | Команда            | Турнір             | Місце              | І  | Г  | П  | О  | ШХ |
| ------------------ | ------------------ | ------------------ | ------------------ | -- | -- | -- | -- | -- |
| 2012               | Латвія             | ЮЧС                | 9-е                | 6  | 0  | 5  | 5  | 2  |
| 2013               | Латвія             | МЧС                | 10-е               | 6  | 0  | 1  | 1  | 4  |
| 2013               | Латвія             | ЮЧС                | 10-е               | 6  | 1  | 1  | 2  | 0  |
| 2017               | Латвія             | ЧС                 | 10-е               | 7  | 0  | 3  | 3  | 2  |
| 2018               | Латвія             | ЧС                 | 8-е                | 8  | 1  | 2  | 3  | 4  |
| 2019               | Латвія             | ЧС                 | 10-е               | 7  | 0  | 3  | 3  | 4  |
| 2021               | Латвія             | ЧС                 | 11-е               | 7  | 1  | 0  | 1  | 0  |
| 2021               | Латвія             | Квал. ЗОІ          | Кваліфікувались    | 3  | 1  | 1  | 2  | 0  |
| 2022               | Латвія             | ОІ                 | 11-е               | 4  | 0  | 0  | 0  | 0  |
| 2022               | Латвія             | ЧС                 | 10-е               | 7  | 2  | 3  | 5  | 0  |
| 2023               | Латвія             | ЧС                 | 3                  | 10 | 3  | 8  | 11 | 8  |
| 2023               | Латвія             | Квал. ЗОІ          | Кваліфікувались    | 3  | 1  | 1  | 2  | 0  |
| 2024               | Латвія             | ЧС                 | 9-е                | 7  | 1  | 1  | 2  | 4  |
| 2025               | Латвія             | ЧС                 | 10-е               | 7  | 1  | 0  | 1  | 2  |
| Молодіжна збірна   | Молодіжна збірна   | Молодіжна збірна   | Молодіжна збірна   | 18 | 1  | 7  | 8  | 6  |
| Національна збірна | Національна збірна | Національна збірна | Національна збірна | 70 | 11 | 22 | 33 | 24 |